# Caubios-Loos
Caubios-Loos är en kommun i departementet Pyrénées-Atlantiques i regionen Nouvelle-Aquitaine i sydvästra Frankrike. Kommunen ligger i kantonen Lescar som tillhör arrondissementet Pau. År 2022 hade Caubios-Loos 675 invånare.

## Befolkningsutveckling
Antalet invånare i kommunen Caubios-Loos
| Referens: INSEE |